# Bajrak
Il bajrak (che significa "stendardo" o "bandiera") era un'unità territoriale ottomana, costituita da villaggi nelle regioni montuose di frontiera dei Balcani, da cui era organizzato il reclutamento militare.
Fu introdotto alla fine del XVII secolo e continuò il suo uso fino alla fine del dominio ottomano in Rumelia. Il bajrak comprendeva uno o più clan e fu implementato soprattutto nell'Albania settentrionale e in alcune parti del Kosovo (sangiaccato di Prizren e sangiaccato di Scutari); queste regioni nel XIX secolo costituivano la frontiera con il Principato di Serbia e il Principato del Montenegro. Questi sangiaccati avevano importanti comunità di gheghi albanesi (musulmani e cattolici), serbi e musulmani slavi. Gli albanesi adottarono tale sistema nella loro struttura di clan e i bajrak resistettero durante il Regno di Serbia (1882-1918) e nella Repubblica Popolare Socialista d'Albania (1944-1992).

## Panoramica
Il bajrak era un'unità territoriale dell'Impero ottomano, costituito da un gruppo di villaggi, da cui era organizzato il reclutamento militare, ossia una "organizzazione militare territorializzata". I bayrak erano formati secondo la divisione geografica della provincia. Diversi clan più piccoli potevano occupare un singolo bajrak mentre i clan più grandi occupavano diversi bajrak. Solitamente un bajraktar (che significa "portabandiera" ovvero il capo tribù che in guerra con la bandiera spiegata precede i combattenti) guidava un clan e in alcuni casi dirigeva diversi clan; in altri casi ancora un singolo clan aveva diversi bajraktar. Gli ottomani affidavano al bajraktar la fornitura di soldati dal suo bajrak in cambio di privilegi. Il bajraktar, talvolta, svolgeva importanti compiti amministrativi e giudiziari e la sua posizione era solitamente ereditaria, tramite l'ascendenza paterna nominata dal governo ottomano. I bajrak formavano confederazioni tribali: per esempio, il clan Shala si unì al clan Shoshi.
Il sistema del bajrak esistette in molte regioni etnografiche montuose, come Lumë.

## Conseguenze

### In Albania
Il leader comunista albanese Enver Hoxha (r. 1941-1985) cercò di abolire il bajrak liquidando i bajraktar, poiché godevano di una notevole influenza. Secondo Enke (1955), gli altopiani di Dukagjin erano abitati dai "sei bajrak, Shala, Shoshi, Kir, Gjaj, Plan e Toplan", mentre secondo Prothero (1973), le aree includevano inoltre "Pulati, Shala e Shoshi, Dushmani, Toplana, Nikai e Merturi".

### In Serbia e Jugoslavia
In Kosovo, dopo la conquista da parte del Regno di Serbia, gli albanesi incorporarono i bajrak nel loro sistema di clan (noti come fis). Le autorità jugoslave cercarono di spezzare i rapporti feudali che si erano creati attraverso questo sistema.